# 유니버설시티역
유니버설시티역(일본어: ユニバーサルシティ駅, ゆにばーさるしてぃえき 유니바사루시티에키[*])은 일본 오사카부 오사카시 고노하나구에 위치한 서일본 여객철도의 역이다.

## 역 구조
상대식 2면 2선의 승강장을 가진 지상역으로, 역사는 고가화되어 있다. 건축가 안도 다다오의 설계에 의한 범선을 형상화 한 유선형의 지붕이 특징이다. 개찰구는 1개소만 있다. 일본어와 영어 방송이 모두 나온다.
유니버설시티 역이 종착점인 열차는 회송 열차로, 한 번 사쿠라지마역까지 갔다가 회차하게 된다.
어번 네트워크 구역의 일부로 이코카 및 제휴 IC 카드의 사용이 가능하다.

### 승강장
| 1 | ■ JR 유메사키 선 | 니시쿠조・오사카 방면 |
| 2 | ■ JR 유메사키 선 | 사쿠라지마 방면       |

## 역사
- 2001년 3월 1일: 사쿠라지마 선 아지카와구치 ~ 사쿠라지마 간 개업. 이와 동시에, JR 유메사키선 애칭 사용 개시.
- 2003년 11월 1일: 이코카의 사용이 개시되었다.

## 역 주변
- 유니버설 스튜디오 재팬

## 사진

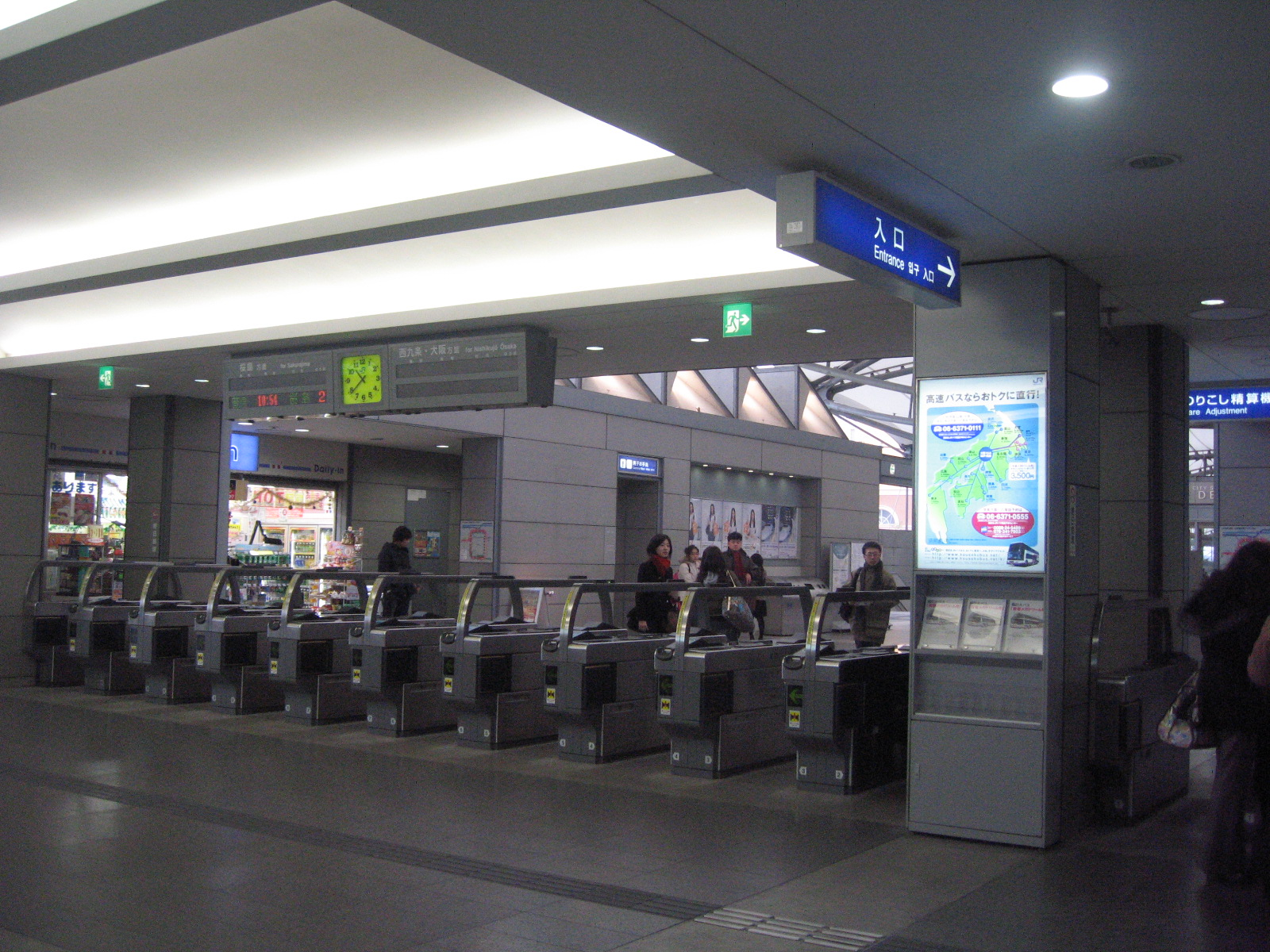
개찰구

## 인접역
| 서일본 여객철도 사쿠라지마 선 | 서일본 여객철도 사쿠라지마 선 | 서일본 여객철도 사쿠라지마 선 |
| ----------------------------- | ----------------------------- | ----------------------------- |
| 아지카와구치 니시쿠조 방면    | ■ JR 유메사키 선              | 사쿠라지마 방면               |